# Dylan Neal
Dylan Jeremy Neal (ur. 8 października 1969 w Richmond Hill) – kanadyjski aktor, scenarzysta i producent telewizyjny i filmowy.

## Życiorys

### Wczesne lata
Urodził się w kanadyjskiej prowincji Ontario – Richmond Hill. Cztery miesiące po jego urodzeniu, jego rodzina przeniosła się do Oakville w Ontario. Uczęszczał do prywatnej szkoły dla chłopców Appleby College w rodzimym Oakville, gdzie jego matka była nauczycielką. Początkowo chciał zostać zawodowym graczem squasha. Potem przeniósł się do szkoły średniej T. A. Blakelock High School, gdzie spędził ostatnie dwa lata nauki. To właśnie tam odkrył zamiłowanie do aktorstwa i uczestniczył w szkolnych programach teatralnych. W świetle swojej nowo odkrytej pasji i za radą swojego nauczyciela dramatu, Neal zdecydował, że chce zrobić karierę aktorską. Pracował jako dostarczyciel i dostawca pizzy.

### Kariera
Pierwszą poważną rolę otrzymał w roku 1989, występując w Balu maturalnym III: Ostatnim pocałunku (Prom Night III: The Last Kiss), trzeciej części kultowego horroru. Przez pięć sezonów występował w serialu The WB Jezioro marzeń (Dawson's Creek, 1998–2003) Kevina Williamsona jako homoseksualny policjant z prowincjonalnego miasteczka Doug Witter. W operze mydlanej CBS Moda na sukces (The Bold and the Beautiful, 1994-97) grał postać Dylana Shawa, stażysty pracującego w Forrester Creations.
Kojarzony głównie z produkcjami telewizyjnymi, zaistniał na szklanym ekranie także m.in. w telefilmie Człowiek prezydenta (The President’s Man, 2000) czy kanadyjskim serialu telewizyjnym Więzy krwi (Blood Ties, 2007–2008). W dramacie erotycznym Pięćdziesiąt twarzy Greya (Fifty Shades of Grey, 2015) wg bestsellerowej powieści E.L. James wcielił się w postać ojczyma głównej bohaterki (Dakota Johnson).
W serialu Hallmark Cedar Cove (2015) z Andie MacDowell wystąpił w roli reportera Philadelphia – Jacka Griffitha.

## Życie prywatne
21 września 1996 roku poślubił scenarzystkę i aktorkę Becky Southwell, z którą zamieszkał w Los Angeles. Para wychowuje dwoje dzieci.

## Filmografia
| Rok       | film/serial TV                                                                                            | Rola                             | Uwagi                |
| --------- | --- | -------------------------------- | -------------------- |
| 1988      | Learning the Ropes                                                                                        | Student Hunk                     | 1 odcinek            |
| 1988      | Kapitan Power i żołnierze przyszłości (Captain Power and the Soldiers of the Future)                      | młody Jonathan Power             | 2 odcinki            |
| 1988      | Summer Storm                                                                                              |                                  | miniserial TV        |
| 1989      | Wojna światów (War of the Worlds: The Second Invasion)                                                    | żebrak 1                         | 1 odcinek            |
| 1989      | My Secret Identity                                                                                        | Sean Casey                       | 1 odcinek            |
| 1990      | E.N.G. | Kevin Wilkes                     | 1 odcinek            |
| 1990      | Bal maturalny III: Ostatni pocałunek (Prom Night III: The Last Kiss)                                      | Andrew Douglas                   | wideo                |
| 1990      | Maniac Mansion                                                                                            | Bo Riddley                       | 1 odcinek            |
| 1991      | Top Cops                                                                                                  | Robert Schaller/Ricky Grim/Corky | 1 odcinek            |
| 1992      | I'll Never Get to Heaven                                                                                  | Carl                             |                      |
| 1992      | Catwalk                                                                                                   |                                  | 1 odcinek            |
| 1993      | Żar tropików (Tropical Heat/Sweating Bullets)                                                             | River Rhodes                     | 1 odcinek            |
| 1993      | Class of '96                                                                                              | Phillip                          | 1 odcinek            |
| 1993      | Legendy Kung Fu (Kung Fu: The Legend Continues)                                                           | Jim Reardon                      | 1 odcinek            |
| 1996      | Golden Will: The Silken Laumann Story                                                                     | John Wallace                     | film TV              |
| 1994–96   | Moda na sukces (The Bold and the Beautiful)                                                               | Dylan Shaw                       | 119 odcinków         |
| 1997      | Taylor's Return                                                                                           | Robert                           |                      |
| 1997      | Moloney                                                                                                   |                                  | 1 odcinek            |
| 1997      | Life with Roger                                                                                           | Collin, Exterminator             | 1 odcinek            |
| 1997      | W słońcu Kalifornii (Pacific Palisades)                                                                   | Cory Robbins                     | 1 odcinek            |
| 1998      | Portret zabójcy (Profiler)                                                                                | Philip Nichols                   | 1 odcinek            |
| 1998      | Kochanie, zmniejszyłem dzieciaki (Honey, I Shrunk the Kids: The TV Show)                                  | Roger Persimmons                 | 1 odcinek            |
| 1998      | Working                                                                                                   | Royce                            | 1 odcinek            |
| 1998      | You Wish                                                                                                  | Ken                              | 1 odcinek            |
| 1998–99   | Zatoka Marlina (Hyperion Bay)                                                                             | Nick Sweeny                      | 17 odcinków          |
| 1999      | JAG – Wojskowe Biuro Śledcze (JAG)                                                                        | porucznik Dalton 'Boomer' Jonas  | 3 odcinki            |
| 1999      | Wiecie, jak jest... (It's Like, You Know...)                                                              | Kevin                            | 1 odcinek            |
| 2000      | Człowiek prezydenta (The President’s Man)                                                                 | sierżant Deke Slater             | TV movie             |
| 2001      | XCU: Extreme Close Up                                                                                     | Lew Constant                     |                      |
| 2001      | Thieves                                                                                                   | Drew                             | 1 odcinek            |
| 2002      | Flatland                                                                                                  | David White                      | 1 odcinek            |
| 2002      | Babilon 5 (Babylon 5: The Legend of the Rangers: To Live and Die in Starlight)                            | David Martell                    | film TV              |
| 2002      | Łowcy skarbów (Relic Hunter)                                                                              | Zack                             | 1 odcinek            |
| 2002      | 40 dni i 40 nocy (40 Days and 40 Nights)                                                                  | David                            |                      |
| 2002      | Landspeed                                                                                                 | młody Brian Sanger               |                      |
| 2002      | Agent w spódnicy (She Spies)                                                                              | dr Ellison                       | 1 odcinek            |
| 2003      | Sabrina, nastoletnia czarownica (Sabrina, the Teenage Witch)                                              | Aaron Jacobs                     | 10 odcinków          |
| 1998–2003 | Jezioro marzeń (Dawson's Creek)                                                                           | Douglas „Doug” Witter            | 20 odcinków          |
| 2003      | Randka z gwiazdą (I'm with Her)                                                                           | John                             | 1 odcinek            |
| 2004      | Port lotniczy LAX (LAX)                                                                                   | chłopak Harley                   | 1 odcinek            |
| 2004      | Kevin Hill                                                                                                | Trevor Mallard                   | 1 odcinek            |
| 2005      | Chupacabra – mroczne otchłanie (Chupacabra: Dark Seas)                                                    | Lance Thompson                   | wideo                |
| 2005      | Atak szarańczy (Locusts)                                                                                  | Dan Dryer                        |                      |
| 2005      | CSI: Kryminalne zagadki Miami (CSI: Miami)                                                                | Patrick Hale                     | 1 odcinek            |
| 2005      | Ekstremalne randki (Extreme Dating)                                                                       | Sean                             |                      |
| 2005      | Kości (Bones)                                                                                             | Pułkownik porucznik Ben Fordham  | 1 odcinek            |
| 2005      | Mute | James                            | film krótkometrażowy |
| 2005      | Krwiożercze wampiry (Vampire Bats)                                                                        | Dan Dryer                        | TV movie             |
| 2006      | Domowy front (The War At Home)                                                                            | dr Jonathan Vogel                | 1 odcinek            |
| 2006      | Fałszywe szczęście (Cradle of Lies)                                                                       | Jack Collins                     | film TV              |
| 2006      | The Jake Effect                                                                                           | Robert                           | 2 odcinki            |
| 2007      | Sekrety przeszłości (No Brother of Mine)                                                                  | Stuart St. Clair                 | film TV              |
| 2007      | Sprawy życia i serca (Matters of Life and Dating)                                                         | Guy DeMayo                       | film TV              |
| 2007–2008 | Więzy krwi (Blood Ties)                                                                                   | detektyw Mike Celluci            | 22 odcinki           |
| 2008      | Świry (Psych)                                                                                             | Jann                             | 1 odcinek            |
| 2008      | Gwiezdne wrota: Atlantyda (Stargate Atlantis)                                                             | Dave Sheppard                    | 1 odcinek            |
| 2009      | Słowo na L (The L Word)                                                                                   | Caleb Cooper                     | 2 odcinki            |
| 2009      | Wild Roses                                                                                                | Dillon Parker                    | 8 odcinków           |
| 2009      | Storm Seekers                                                                                             | Ryan Stewart                     | film TV              |
| 2009      | Detektyw Murdoch (Murdoch Mysteries)                                                                      | sierżant Jasper Linney           | 1 odcinek            |
| 2010      | Rodzinna tajemnica (My Family's Secret)                                                                   | Jason Darcie                     |                      |
| 2010      | Human Target                                                                                              | Wes Gibson                       | 1 odcinek            |
| 2010      | Percy Jackson i bogowie olimpijscy: Złodziej pioruna (Percy Jackson & the Olympians: The Lightning Thief) | Hermes                           |                      |
| 2009–2010 | Tajemnice Smallville (Smallville)                                                                         | Ray Sacks                        | 2 odcinki            |
| 2010      | The Traveler                                                                                              | detektyw Alexander Black         |                      |
| 2010      | Druga szansa (Life Unexpected)                                                                            | Bruce Jackson                    | 1 odcinek            |
| 2011      | He Loves Me                                                                                               | Nick                             | film TV              |
| 2011      | CSI: Kryminalne zagadki Las Vegas (CSI: Crime Scene Investigation)                                        | Pan Culver                       | 1 odcinek            |
| 2011      | Żona bliźniego twego (Another Man’s Wife)                                                                 | Brian Warner                     | film TV              |
| 2011      | Lodowa groza (Ice Road Terror)                                                                            | Neil Conroy                      | film TV              |
| 2011      | Partnerki (Rizzoli & Isles)                                                                               | dr Hanson/Russell Dempsey        | 1 odcinek            |
| 2011      | A Trusted Man                                                                                             | Tom                              | film TV              |
| 2011      | Przystań (Haven)                                                                                          | Hugh Underwood                   | 1 odcinek            |
| 2011      | Punkt krytyczny (Flashpoint)                                                                              | kpt. Simon Griggs                | 1 odcinek            |
| 2012      | 90210 | William Paddington               | 1 odcinek            |
| 2012      | Ringer | Washburn Milter                  | 1 odcinek            |
| 2013      | Cedar Cove                                                                                                | Jack Griffith                    |                      |
| 2013      | Kości (Bones)                                                                                             | Ben Fordham                      | 6 odcinków           |
| 2013–2014 | Arrow | profesor Ivo                     | 7 odcinków           |
| 2014      | Koszmar żony (A Wife's Nightmare)                                                                         | Gabe                             | film TV              |
| 2015      | Pięćdziesiąt twarzy Greya (Fifty Shades of Grey)                                                          | Bob Adams                        |                      |
| 2015      | Hallmark Movies & Mysteries: Gourmet Detective                                                            | Henry Ross                       | film TV              |
| 2015      | Hallmark Movies & Mysteries: Gourmet Detective: A Healthy Place to Die                                    | Henry Ross                       | film TV              |